# Riu Onega
El riu Onega (Онега en rus) és un riu de l'óblast d'Arkhànguelsk, a Rússia, i desemboca a la mar Blanca. Té una llargària de 416 km i comprèn una conca hidrogràfica de 56.900 km² (semblant a països com Croàcia o Togo).

## Geografia
El riu Onega neix al llac Latxa i flueix cap al golf d'Onega, al mar Blanc, al sud-oest d'Arkhànguelsk. Es divideix en el Gran Onega i el Petit ONega a 75 km del seu estuari, per tornar a ajuntar-se abans de la desembocadura, la qual cosa crea una gran illa plana. Es glaça entre finals d'octubre i començaments de desembre, i roman sota el gel fins a mitjans abril o principis de maig. Passa per les ciutats de Kàrgopol i Onega.